# Portero de cadena
Portero de cadena era el nombre de un antiguo oficio palatino en la Casa de Castilla.

## Descripción

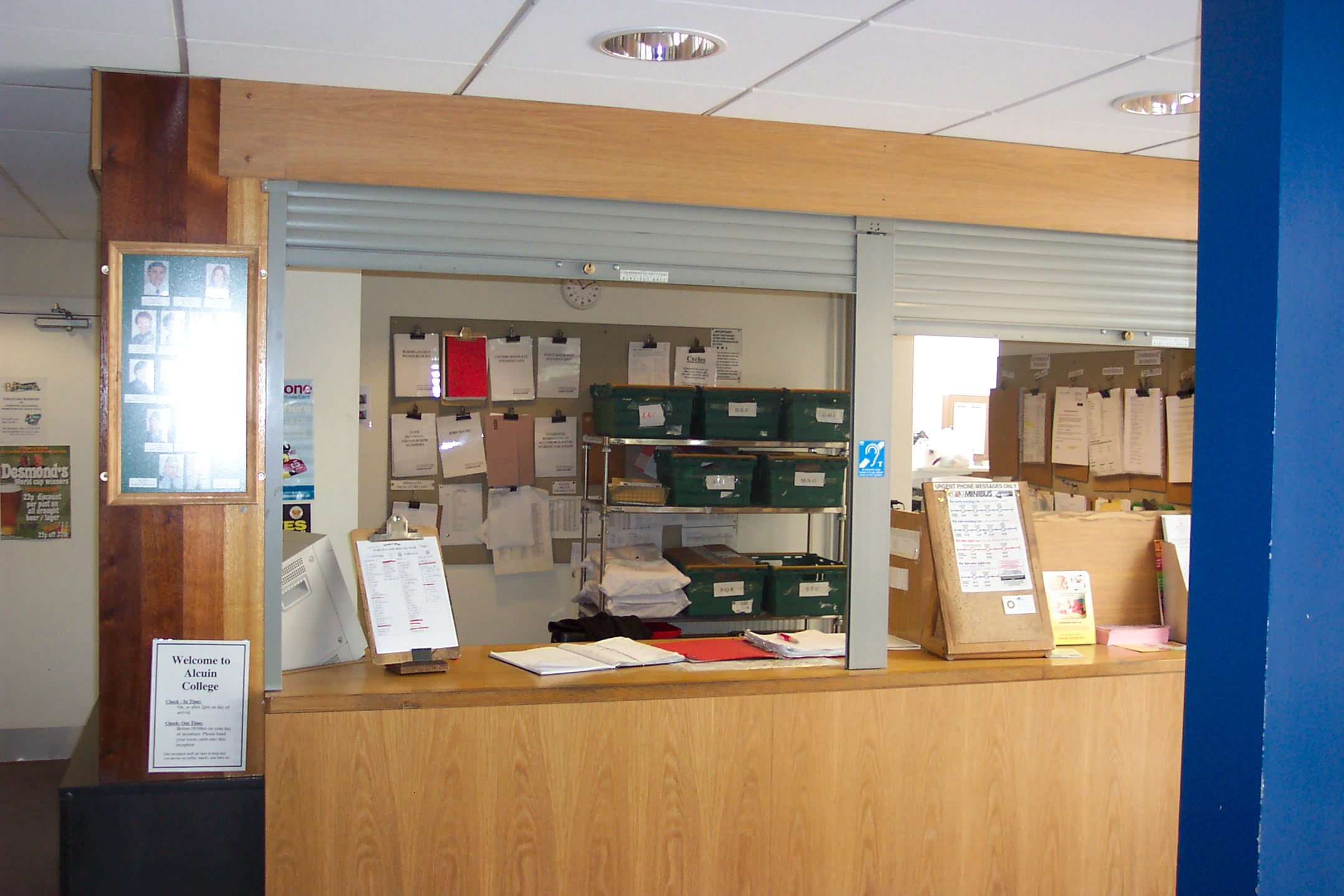
Fotografía de una portería moderna.

Eran los porteros de la primera puerta de palacio llamados así mismo de cadena dado que ponían cadena a dicha puerta con su candado y llave. Tenían la misión de quitar y poner la cadena para que entrara la mula o caballo de la persona real y las cabalgaduras de los grandes y prelados y de los caballeros a los cuales dejaban entrar cabalgando, quitada la cadena. Después de que se hubieran apeado, echaban fuera los caballos y mulas y volvían a poner la cadena pero dejaban en el vestíbulo a los caballos o mulas de los que eran señores, prelados, obispos y de los que tenían título. 
Tenían su salario y solían ser dos o tres que servían juntos y eran diputados para esto. Se les daba una vela de cera cada noche a todos para que ardiera cerca de la puerta.

## Bibliogradía
- Libro de la cámara real del prinçipe Don Juan e offiçios de su casa e ..., Gonzalo Fernández de Oviedo y Valdés, José María Escudero de la Peña, 1870

- Datos: Q125914504